# Берлінська радіовежа

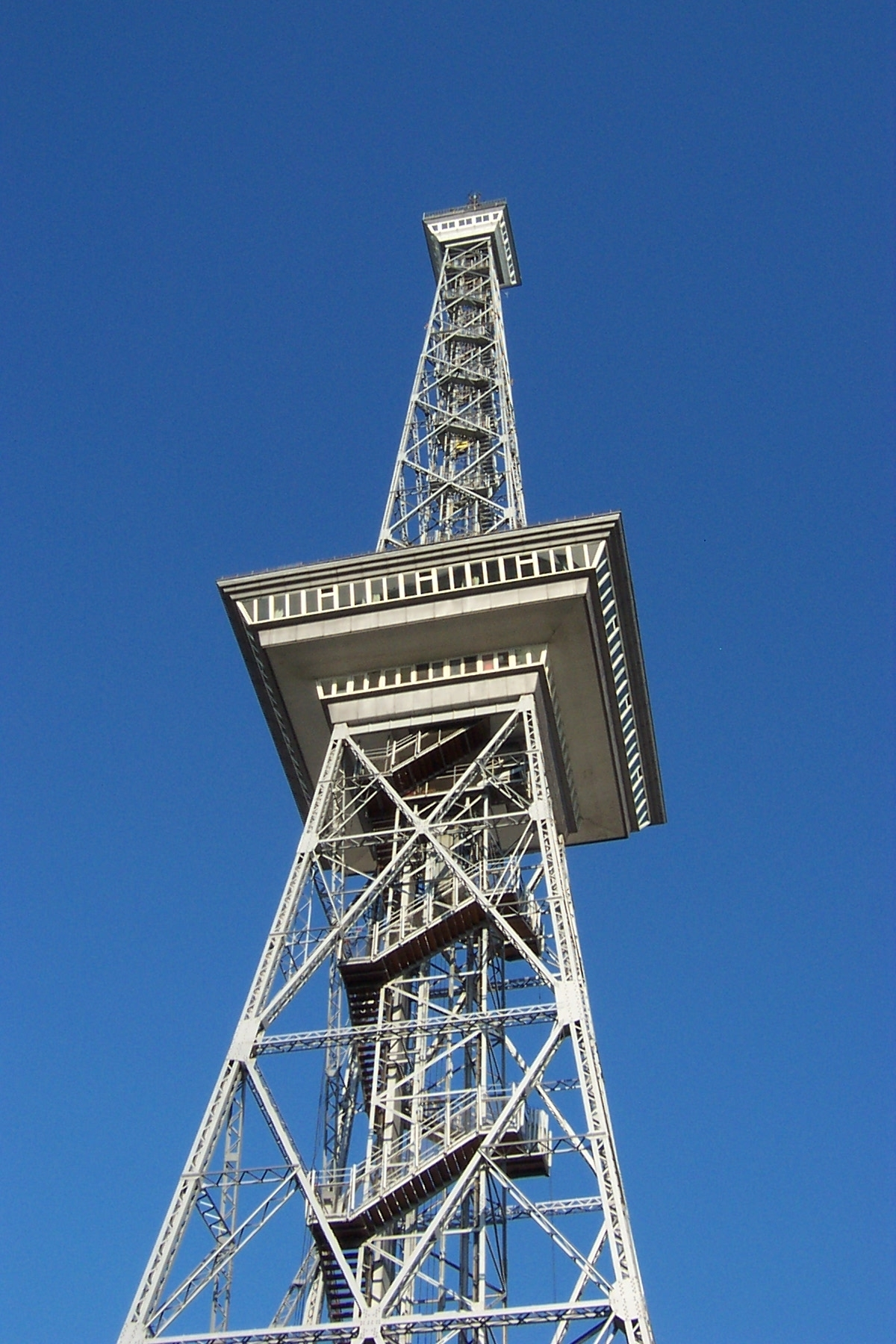

Берлінська радіовежа (нім. Berliner Funkturm) — радіощогла в берлінському окрузі Шарлоттенбург-Вільмерсдорф на території Мессе-Берлін, є впізнаваним символом німецької столиці. Берлінці жартома називають радіовежу «Дилдою» (нім. Langer Lulatsch).
Зведена зі сталі в 1924-1926 за проектом архітектора Генріха Штраумера і відкрилася 3 вересня 1926 з нагоди третьої великої німецької радіовиставки. Знаходиться під охороною держави як історична пам'ятка. Радіовишка стоїть у внутрішньому дворі комплексу Messe Berlin. В даний час належить компанії Deutsche Funkturm (DFMG), дочірній компанії Deutsche Telekom.
Висота вежі разом з антеною становить 146,78 м, оглядові майданчики розташовані на висоті 48,1 м, 51,6 м, 121,5 м і 124 м. Радіовишка мала виконувати кілька функцій: бути носієм антени, сигнальною вежею для авіації та оглядовий майданчик з рестораном.
Берлін був колискою радіо у Німеччині: звідси у жовтні 1923 перша німецька радіостанція здійснила першу трансляцію.
У 1929 з неї велася перша у світі телевізійна трансляція.
У 1945 вибухом пошкоджено одну з опор радіовишки, яку довелося замінити. Для цього виготовили «гвинт» вагою 800 кг, і таким чином вежу вдалося втримати на трьох опорах. Кутові стійки кріпляться на конструкціях з порцеляни Королівської фарфорової мануфактури і витримують загальну вагу 600 т.
До 1962 на радіовежі знаходилася антена-передавач берлінської радіостанції. З оглядового майданчика на висоті 124 м та з ресторану в стилі ретро на висоті 51,6 м відкривається чудовий краєвид на місто, у тому числі на автотрасу АФУС.
Після відкриття в 1979 Берлінського міжнародного конгрес-центру, пов'язаного пішохідним мостом з Мессе Берлін у безпосередній близькості від радіовежі, у дворі навколо неї збудували спеціальні конструкції, які дозволяють транспортувати організаційне обладнання за допомогою вантажного ліфта до так званої сцени (нім. Fahrstraße-Bühne), розташованої під пішохідним мостом.